# Norbert Ezadri
 Norbert Ezadri Eguma, né à Sarasara le 26 août 1960 et mort le 31 mai 2024 à Bunia, dans la province de l’Ituri en République Démocratique du Congo.
, est un homme politique de la République démocratique du Congo et député national, élu de la circonscription d'Aru dans la province de l'Ituri,,,.

## Biographie
Norbert Ezadri Enguma est né à Sarasara le 29 août 1960. En 2011, il est élu député national pour la première fois et est réélu député national aux élections législatives de 2018 dans la circonscription électorale d'Aru dans la province de l'Ituri. Il est président du mouvement social lumbiste MSL.